# Honorio I
Honorio I (Capua, c. 585-Roma, 12 de octubre de 638) fue el papa 70.º de la Iglesia católica. Su pontificado se prolongó de 625 hasta su muerte, en 638.
Hijo de un cónsul honorario llamado Petronio, durante su pontificado tuvo que hacer frente al problema religioso planteado por el monotelismo, que surge cuando el emperador Heraclio reconquista, en 627, las provincias bizantinas de Siria, Palestina y Egipto, que habían caído en manos de los persas entre el 611 y el 618.
Estas provincias eran de mayoría monofisita, por lo que el emperador, que se encontraba debilitado militarmente por la victoriosa campaña contra los persas y con el peligro que representaban los árabes en las fronteras del imperio, intentó que el retorno de estos territorios no supusiera una nueva fuente de conflictos por motivos doctrinales.
Los patriarcas monofisitas de Antioquia y Alejandría, junto con Sergio I, patriarca de Constantinopla acuerdan una solución intermedia por la que en Jesucristo existen dos naturalezas (con lo que se apartan del monofisismo que defiende una única naturaleza divina), pero una sola voluntad (con lo que también discrepan de la ortodoxia que mantiene la existencia de dos voluntades). 
Surge así el monotelismo, doctrina que es expuesta por el Patriarca de Constantinopla al papa Honorio, el cual en el 634 declaró que la doctrina de la voluntad única no podía calificarse como herética.
Con todos los actores, salvo Sofronio, patriarca de Jerusalén, puestos de acuerdo, el emperador Heraclio publica en 638 la Ecthesis o “Exposición de fe” en la que se recogía oficialmente y se sancionaba la nueva doctrina monotelista. Esto explica por qué sería condenado años después de su muerte, que tuvo lugar el 12 de octubre de 638.
En efecto, el Sexto Concilio Ecuménico, celebrado entre los años 680 y 681 en Constantinopla, condenó el monotelismo, y en la condena se incluyó el nombre de Honorio I. La condena fue confirmada en los dos siguientes concilios ecuménicos celebrados en Nicea y Constantinopla.